# Психология труда
Психология труда — раздел психологии, который рассматривает психологические особенности трудовой деятельности человека, закономерности развития трудовых навыков.
Работоспособность человека постоянно меняется в зависимости от влияния целого ряда стабильных и эпизодических факторов. Их влияние непрерывно изучается, и установлены определенные закономерности которые представляют особый интерес для создания благоприятных условий труда.
Объектом изучения психологии труда является человек как реальный  единственный субъект трудовой деятельности. Предметом психологии труда являются психологические компоненты, которые побуждают, направляют и регулируют трудовую активность субъекта и реализуют её в исполнительских действиях, а также свойств личности, через которые эта активность реализуется.

## Задачи
Несмотря на то, что различные отрасли промышленного производства имеют свою специфику, труд в промышленности обладает общими особенностями. 
А. В. Карпов считает, что перед психологией труда стоят две основные задачи (макрозадачи).
1. Повышение производительности, эффективности трудовой деятельности;
2. Гуманизация трудовой деятельности и содействие развитию личности.

Кроме основных задач перед психологией труда стоят более частные задачи:
- Теоретические (исследовательские) задачи
  - Исследование особенностей психических процессов (ощущения, восприятия, внимания, представления, памяти, мышления) как регуляторов трудовой деятельности
  - изучение психических свойств субъекта трудовой деятельности;
  - исследование закономерностей развития личности в трудовом процессе;
  - изучение проблемы мотивации трудовой деятельности и др.
- Прикладные задачи
  - разработка процедур профотбора;
  - оптимизация процедур профподготовки;
  - психологическая рационализация труда рабочих;
  - разработка оптимальных режимов труда и отдыха и др.

## Методы
Промышленные психологи могут использовать свои знания в области человеческой психологии и организационных отношений для того, чтобы помочь компаниям внедрить новую политику, способствующую улучшению условий труда.
Ю. В. Котелова предложила разделить методы психологии труда на три группы (раздела).
1. Раздел А: Целенаправленное изучение закономерностей в естественных условиях протекания трудовой деятельности:
  1. Метод наблюдения.
    1. Метод непосредственного наблюдения.
    2. Трудовой метод — участие психолога в конкретном виде труда.
    3. Дополнительные методы и вспомогательные средства (измерение различных параметров процессов труда; алгоритмический способ описания трудовой деятельности; анализ продуктов трудовой деятельности и др.)

  2. Метод опроса.
    1. Беседа.
    2. Устный опрос (интервью).
    3. Письменный опрос (анкета).
    4. Биографические и автобиографические данные (психологический анамнез).
    5. Метод обобщения независимых характеристик.

  3. Анализ документации.
2. Раздел Б: Целенаправленное изучение закономерностей организации условий и способов выполнения профессиональной деятельности:
  1. Лабораторный эксперимент.
  2. Производственный (естественный) эксперимент.
3. Раздел В: Статистика различных данных.